# Alien Gate
Alien Gate is een futuristisch actiespel voor de Philips CD-i. Het spel werd uitgebracht in 1993 door Philips Interactive Media Benelux en is ontwikkeld door SPC Vision.

## Gameplay
In het spel heeft de speler de controle over een ruimteschip. Hiermee moet men buitenaardse vijanden beschieten die gegenereerd worden door een groot hoofd. In totaal bevat het spel 25 levels. Het spel kent een grote variëteit aan vijanden, zoals vogels, bijen, rupsen, ufo's en messen. Zodra het hoofd verslagen is, is het level ten einde.

## Ontvangst
| Beoordeeld door       | Datum          | Score |
| --------------------- | -------------- | ----- |
| Power Unlimited       | juli 1993      | 82%   |
| Joystick (Frankrijk)  | september 1993 | 53%   |
| Defunct Games         | maart 2006     | 50%   |
| The Video Game Critic | juli 2003      | 42%   |